# Жижава
Жижа́ва — річка в Україні, в межах Івано-Франківської області (Болехівська міськрада) і Стрийського та (частково) Жидачівського районів Львівської області. Права притока Стрию (басейн Дністра).

## Опис
Довжина 46 км. Площа водозбірного басейну 208 км². Похил річки 7,8 м/км. Долина трапецієподібна, завширшки 2 км. Заплава завширшки до 400 м, у середній течії має озера. Пересічна ширина річища 2 м; у пониззі частково відрегульоване. Використовується на господарські потреби.

## Розташування
Жижава бере початок у північно-східній частині Сколівських Бескидів, на південний захід від села Таняви. Тече на північний схід паралельно до річки Стрию. Впадає у Стрий на північно-східній околиці села Покрівці.